# Nyssodrysina infima
Nyssodrysina infima là một loài bọ cánh cứng trong họ Cerambycidae.